# Ratikko
Ratikko är en sjö i kommunen Klemis i landskapet Södra Karelen i Finland. Arean är 15 hektar och strandlinjen är 2,18 kilometer lång.  Den  ingår i Kymmene älvs huvudavrinningsområde.  Sjön ligger omkring 22 kilometer väster om Villmanstrand och omkring 190 kilometer nordöst om Helsingfors. 
I sjön finns ön Kakarakivi. 